# Crinia
Genre
Synonymes
- Ranidella Girard, 1853
- Camariolius Peters, 1863
- Pterophrynus Lütken, 1864 "1863"
- Australocrinia Heyer & Liem, 1976
- Littlejohnophryne Wells & Wellington, 1985
- Tylerdella Wells & Wellington, 1985
- Bryobatrachus Rounsevell, Ziegeler, Brown, Davies & Littlejohn, 1994

Crinia est un genre d'amphibiens de la famille des Myobatrachidae.

## Répartition
Les 17 espèces de ce genre se rencontrent en Australie et dans le sud de la Papouasie-Nouvelle-Guinée.

## Liste des espèces
Selon Amphibian Species of the World (11 juin 2017) :
- Crinia bilingua (Martin, Tyler, & Davies, 1980)
- Crinia deserticola (Liem & Ingram, 1977)
- Crinia fimbriata Doughty, Anstis, & Price, 2009
- Crinia flindersensis Donnellan, Anstis, Price, & Wheaton, 2012
- Crinia georgiana Tschudi, 1838
- Crinia glauerti Loveridge, 1933
- Crinia insignifera Moore, 1954
- Crinia nimbus (Rounsevell, Ziegeler, Brown, Davies, & Littlejohn, 1994)
- Crinia parinsignifera Main, 1957
- Crinia pseudinsignifera Main, 1957
- Crinia remota (Tyler & Parker, 1974)
- Crinia riparia Littlejohn & Martin, 1965
- Crinia signifera Girard, 1853
- Crinia sloanei Littlejohn, 1958
- Crinia subinsignifera Littlejohn, 1957
- Crinia tasmaniensis (Günther, 1864)
- Crinia tinnula Straughan & Main, 1966

## Publication originale
- Tschudi, 1838 : Classification der Batrachier, mit Berucksichtigung der fossilen Thiere dieser Abtheilung der Reptilien, p. 1-99 (texte intégral).